# Dorema aureum
Dorema aureum là một loài thực vật có hoa trong họ Hoa tán. Loài này được Stocks mô tả khoa học đầu tiên năm 1852.